# Los Gallineros
Los Gallineros est une localité de la paroisse civile de Quebrada Honda de Guache de la municipalité d'Andrés Eloy Blanco de l'État de Lara au Venezuela. Elle est divisée en deux entités, Los Gallineros Norte et Los Gallineros Sur.